# Colobanthus kerguelensis
Colobanthus kerguelensis är en nejlikväxtart som beskrevs av Joseph Dalton Hooker. Colobanthus kerguelensis ingår i släktet Colobanthus, och familjen nejlikväxter. Inga underarter finns listade i Catalogue of Life.